# Lijst van voetbalinterlands Denemarken - Portugal
Deze lijst van voetbalinterlands is een overzicht van alle officiële voetbalwedstrijden tussen de nationale teams van Denemarken en Portugal. De landen speelden tot op heden zeventien keer tegen elkaar, te beginnen met een vriendschappelijke wedstrijd op 21 juni 1966 in Esbjerg. Het laatste duel, een kwartfinale van de UEFA Nations League 2024/25, vond plaats in Lissabon op 23 maart 2025.

## Wedstrijden
| №  | Plaats     | Datum             | Competitie                  | Wedstrijd             | Uitslag |
| -- | ---------- | ----------------- | --------------------------- | --------------------- | ------- |
| 1  | Esbjerg    | 21 juni 1966      | Vriendschappelijk           | Denemarken – Portugal | 1 – 3   |
| 2  | Kopenhagen | 14 oktober 1970   | EK 1972 kwalificatie        | Denemarken – Portugal | 0 – 1   |
| 3  | Porto      | 12 mei 1971       | EK 1972 kwalificatie        | Portugal – Denemarken | 5 – 0   |
| 4  | Lissabon   | 17 november 1976  | WK 1978 kwalificatie        | Portugal – Denemarken | 1 – 0   |
| 5  | Kopenhagen | 9 oktober 1977    | WK 1978 kwalificatie        | Denemarken – Portugal | 2 – 4   |
| 6  | Sheffield  | 9 juni 1996       | EK 1996                     | Denemarken – Portugal | 1 – 1   |
| 7  | Lissabon   | 29 maart 2000     | Vriendschappelijk           | Portugal – Denemarken | 2 – 1   |
| 8  | Brøndby    | 1 september 2006  | Vriendschappelijk           | Denemarken – Portugal | 4 – 2   |
| 9  | Lissabon   | 10 september 2008 | WK 2010 kwalificatie        | Portugal – Denemarken | 2 – 3   |
| 10 | Kopenhagen | 5 september 2009  | WK 2010 kwalificatie        | Denemarken – Portugal | 1 – 1   |
| 11 | Porto      | 8 oktober 2010    | EK 2012 kwalificatie        | Portugal – Denemarken | 3 – 1   |
| 12 | Kopenhagen | 11 oktober 2011   | EK 2012 kwalificatie        | Denemarken – Portugal | 2 – 1   |
| 13 | Lviv       | 13 juni 2012      | EK 2012                     | Denemarken – Portugal | 2 – 3   |
| 14 | Kopenhagen | 14 oktober 2014   | EK 2016 kwalificatie        | Denemarken – Portugal | 0 – 1   |
| 15 | Braga      | 8 oktober 2015    | EK 2016 kwalificatie        | Portugal – Denemarken | 1 – 0   |
| 16 | Kopenhagen | 20 maart 2025     | UEFA Nations League 2024/25 | Denemarken – Portugal | 1 – 0   |
| 17 | Lissabon   | 23 maart 2025     | UEFA Nations League 2024/25 | Portugal – Denemarken | 5 – 2   |

## Samenvatting
| Competitie          | Totaal gespeeld | Winst Denemarken | Gelijk | Winst Portugal | Doelsaldo Denemarken – Portugal |
| ------------------- | --------------- | ---------------- | ------ | -------------- | ------------------------------- |
| WK-kwalificatie     | 4               | 1                | 1      | 2              | 6 − 8                           |
| EK-eindronde        | 2               | 0                | 1      | 1              | 3 − 4                           |
| EK-kwalificatie     | 6               | 1                | 0      | 5              | 3 − 12                          |
| UEFA Nations League | 2               | 1                | 0      | 1              | 3 − 5                           |
| Vriendschappelijk   | 3               | 1                | 0      | 2              | 6 − 7                           |
| Totaal              | 17              | 4                | 2      | 11             | 21 − 36                         |

Wedstrijden bepaald door strafschoppen worden, in lijn met de FIFA, als een gelijkspel gerekend.

## Details

### Eerste ontmoeting
| Vriendschappelijk (Esbjerg, Denemarken, 21 juni 1966):             |       |                                                             |
| Denemarken                                                         | 1 – 3 | Portugal                                                    |
| Ulrik le Fèvre 58'                                                 | goals | 12' Eusébio 56' José Augusto Torres 77' José Augusto Torres |
| - Debuut van Ernesto Figueiredo (Sporting Lissabon) voor Portugal. |       |                                                             |

### Zevende ontmoeting
| Vriendschappelijk (Lissabon, Portugal, 29 maart 2000):                                          |       |                      |
| Portugal                                                                                        | 2 – 1 | Denemarken           |
| Rui Costa 41' (pen.) Luís Figo 51'                                                              | goals | 4' Jon Dahl Tomasson |
| - Debuut van Martin Laursen (Hellas Verona) en Claus Jensen (Bolton Wanderers) voor Denemarken. |       |                      |

### Achtste ontmoeting
| Vriendschappelijk (Brøndby, Denemarken, 1 september 2006):                                 |       |                                           |
| Denemarken                                                                                 | 4 – 2 | Portugal                                  |
| Jon Dahl Tomasson 15' Thomas Kahlenberg 21' Martin Jørgensen 78' Nicklas Bendtner 90'      | goals | 17' Ricardo Carvalho 66' Ricardo Carvalho |
| - Debuut van Carlos Martins (Sporting Lissabon) en Nani (Sporting Lissabon) voor Portugal. |       |                                           |

### Negende ontmoeting
| WK 2010 kwalificatie (Lissabon, Portugal, 10 september 2008):   |       |                                                                |
| Portugal                                                        | 2 – 3 | Denemarken                                                     |
| Nani 41' Deco 85' (pen.)                                        | goals | 84' Nicklas Bendtner 90' Christian Poulsen 90+2' Daniel Jensen |
| - Debuut van Martin Bernburg (FC Nordsjælland) voor Denemarken. |       |                                                                |

### Tiende ontmoeting
| WK 2010 kwalificatie (Kopenhagen, Denemarken, 5 september 2009): |       |             |
| Denemarken                                                       | 1 – 1 | Portugal    |
| Nicklas Bendtner 43'                                             | goals | 86' Liédson |

### Elfde ontmoeting
| EK 2012 kwalificatie (Porto, Portugal, 8 oktober 2010): |       |                             |
| Portugal                                                | 3 – 1 | Denemarken                  |
| Nani 29' Nani 31' Cristiano Ronaldo 85'                 | goals | 79' (e.d.) Ricardo Carvalho |

### Twaalfde ontmoeting
| EK 2012 kwalificatie (Kopenhagen, Denemarken, 11 oktober 2011): |       |                       |
| Denemarken                                                      | 2 – 1 | Portugal              |
| Michael Krohn-Dehli 13' Nicklas Bendtner 63'                    | goals | 90' Cristiano Ronaldo |

### Dertiende ontmoeting
| EK 2012 (Lviv, Oekraïne, 13 juni 2012): |                 | |
| Denemarken | 2 – 3           | Portugal |
| (Michael Krohn-Dehli) Nicklas Bendtner 41' (Lars Jacobsen) Nicklas Bendtner 80' | goals (assists) | 24' Pepe (Miguel Veloso) 36' Hélder Postiga (Nani) 87' Silvestre Varela (Fábio Coentrão)                                                              |
| Morten Olsen | bondscoach      | Paulo Bento |
| Stephan Andersen Simon Poulsen Daniel Agger Simon Kjær Lars Jacobsen Niki Zimling 16' William Kvist Michael Krohn-Dehli 90' Christian Eriksen Dennis Rommedahl 60' Nicklas Bendtner | opstellingen    | Rui Patrício Fábio Coentrão Bruno Alves Pepe João Pereira Miguel Veloso João Moutinho 84' Raul Meireles Cristiano Ronaldo 64' Hélder Postiga 89' Nani |
| Jakob Poulsen 16' Tobias Mikkelsen 60' Lasse Schöne 90' | wissels         | 64' Nélson Oliveira 84' Silvestre Varela 89' Rolando                                                                                                  |
| Jakob Poulsen 56' Lars Jacobsen 81' | gele kaarten    | 29' Raul Meireles 90+2' Cristiano Ronaldo |

### Veertiende ontmoeting
| EK 2016 kwalificatie (scheidsrechter Felix Brych, Kopenhagen, 14 oktober 2014): |              | |
| Denemarken | 0 – 1        | Portugal |
| | goals        | 90+5' Cristiano Ronaldo |
| Morten Olsen | bondscoach   | Fernando Santos |
| Kasper Schmeichel Daniel Agger Simon Kjær Lars Jacobsen Nicolai Boilesen 58' Michael Krohn-Dehli William Kvist Christian Eriksen 84' Lasse Vibe 46' Nicklas Bendtner Pierre Højbjerg | opstellingen | Rui Patrício Ricardo Carvalho Pepe Cédric Soares Eliseu 84' Tiago Mendes 68' Nani 78' Danny João Moutinho William Carvalho Cristiano Ronaldo |
| Uffe Bech 46' Simon Poulsen 58' Thomas Kahlenberg 84' | wissels      | 68' João Mário 78' Éder 84' Ricardo Quaresma                                                                                                 |
| | gele kaarten | 90+2' Cristiano Ronaldo |

DBU · A-internationals · Selecties · Bondscoaches · Deens vrouwenelftal · Olympisch elftal · Denemarken U21 · Denemarken U20 · Denemarken U19 · Denemarken U18 · Denemarken U17 · Denemarken U16 · Vrouwen U17
1908 – 1919 ·
1920 – 1929 ·
1930 – 1939 ·
1940 – 1949 ·
1950 – 1959 ·
1960 – 1969 ·
1970 – 1979 ·
1980 – 1989 ·
1990 – 1999 ·
2000 – 2009 ·
2010 – 2019 ·
2020 − 2029
EK's: 1964 · 
1984 · 
1988 · 
1992 · 
1996 · 
2000 · 
2004 · 
2012 · 
2020 · 
2024
WK's: 1986 · 
1998 · 
2002 · 
2010 · 
2018 · 
2022
OS: 1908 · 
1912 · 
1920 · 
1948 · 
1952 · 
1960 · 
1972 · 
1992 · 
2016
1908 · 
1909 · 
1910 · 
1911 · 
1912 · 
1913 · 
1914 · 
1915 · 
1916 · 
1917 · 
1918 · 
1919 · 
1920 · 
1921 · 
1922 · 
1923 · 
1924 · 
1925 · 
1926 · 
1927 · 
1928 · 
1929 · 
1930 · 
1931 · 
1932 · 
1933 · 
1934 · 
1935 · 
1936 · 
1937 · 
1938 · 
1939 · 
1940 · 
1941 · 
1942 · 
1943 · 
1944 · 
1946 · 
1947 · 
1948 · 
1949 · 
1950 · 
1952 · 
1952 · 
1953 · 
1954 · 
1955 · 
1956 · 
1957 · 
1958 · 
1959 · 
1960 · 
1961 · 
1962 · 
1963 · 
1964 · 
1965 · 
1966 · 
1967 · 
1968 · 
1969 · 
1970 · 
1971 · 
1972 · 
1973 · 
1974 · 
1975 · 
1976 · 
1977 · 
1978 · 
1979 · 
1980 · 
1981 · 
1982 · 
1983 · 
1984 · 
1985 · 
1986 · 
1987 · 
1988 · 
1989 · 
1990 ·
1991 · 
1992 · 
1993 · 
1994 · 
1995 · 
1996 · 
1997 · 
1998 · 
1999 · 
2000 · 
2001 · 
2002 · 
2003 · 
2004 · 
2005 · 
2006 · 
2007 · 
2008 · 
2009 · 
2010 · 
2011 · 
2012 · 
2013 · 
2014 · 
2015 · 
2016 · 
2017 · 
2018 ·
2019 ·
2020 ·
2021 ·
2022 ·
2023
Albanië ·
Algerije ·
Argentinië ·
Armenië ·
Australië ·
België ·
Bermuda ·
Bosnië en Herzegovina · 
Brazilië ·
Bulgarije ·
Canada ·
Chili ·
Cyprus ·
DDR ·
Duitsland ·
Ecuador ·
Egypte ·
Engeland ·
Estland ·
Faeröer · 
Finland · 
Frankrijk ·
Gambia ·
Georgië ·
Ghana ·
Gibraltar ·
GOS ·
Griekenland ·
Honduras ·
Hongarije ·
Hongkong ·
Ierland ·
IJsland ·
Indonesië ·
Iran ·
Israël ·
Italië ·
Japan ·
Joegoslavië ·
Kameroen ·
Kazachstan ·
Kosovo · 
Kroatië · 
Letland ·
Liechtenstein ·
Litouwen ·
Luxemburg ·
Malta ·
Marokko ·
Mexico ·
Moldavië · 
Montenegro · 
Nederland ·
Nederlandse Antillen ·
Nigeria ·
Noord-Ierland ·
Noord-Macedonië ·
Noorwegen ·
Oekraïne ·
Oostenrijk ·
Panama ·
Paraguay ·
Peru ·
Polen ·
Portugal ·
Roemenië ·
Rusland ·
San Marino ·
Saoedi-Arabië ·
Schotland ·
Senegal ·
Servië ·
Singapore ·
Slovenië ·
Slowakije ·
Sovjet-Unie ·
Spanje ·
Suriname ·
Thailand ·
Togo · 
Tsjechië ·
Tsjecho-Slowakije ·
Tunesië · 
Turkije · 
Uruguay ·
Verenigde Arabische Emiraten ·
Verenigde Staten ·
Wales ·
Wit-Rusland ·
Zuid-Afrika ·
Zuid-Korea ·
Zweden ·
Zwitserland
Argentinië (1995) · 
Australië (2018) ·
Australië (2022) · 
België (2021) · 
Duitsland (1992) · 
Duitsland (2012) · 
Engeland (2021) · 
Finland (2021) · 
Frankrijk (2002) · 
Frankrijk (2018) · 
Japan (2010) · 
Kameroen (2010) · 
Kroatië (2018) · 
Nederland (2010) · 
Nederland (2012) · 
Peru (2018) · 
Portugal (2012) · 
Rusland (2021) · 
Senegal (2002) · 
Tsjechië (2021) · 
Uruguay (2002) · 
Wales (2021)
FPF · A-internationals · Selecties · Statistieken · Bondscoaches · Portugees vrouwenelftal · Olympisch elftal · Portugal U21 · Portugal U20 · Portugal U19 · Portugal U18 · Portugal U17 · Vrouwen U17
1921 – 1929 · 
1930 – 1939 · 
1940 – 1949 · 
1950 – 1959 · 
1960 – 1969 · 
1970 – 1979 · 
1980 – 1989 · 
1990 – 1999 · 
2000 – 2009 · 
2010 – 2019 · 
2020 – 2029
EK's: 1984 · 
1996 · 
2000 · 
2004 · 
2008 · 
2012 · 
2016 · 
2020 · 
2024
WK's: 1966 · 
1986 · 
2002 · 
2006 · 
2010 · 
2014 · 
2018 · 
2022
OS: 1928 · 
1996 · 
2004 · 
2016
1921 · 
1922 · 
1923 · 
1924 · 
1925 · 
1926 · 
1927 · 
1928 · 
1929 · 
1930 · 
1931 · 
1932 · 
1933 · 
1934 · 
1935 · 
1936 · 
1937 · 
1938 · 
1939 · 
1940 · 
1942 · 
1943 · 1944 · 
1945 · 
1946 · 
1947 · 
1948 · 
1949 ·
1950 · 
1951 · 
1952 · 
1953 · 
1954 · 
1955 · 
1956 · 
1957 · 
1958 · 
1959 ·
1960 · 
1961 · 
1962 ·
1963 ·
1964 · 
1965 · 
1966 · 
1967 · 
1968 · 
1969 ·
1970 · 
1971 · 
1972 · 
1973 · 
1974 · 
1975 · 
1976 · 
1977 · 
1978 · 
1979 ·
1980 · 
1981 · 
1982 · 
1983 · 
1984 · 
1985 · 
1986 · 
1987 · 
1988 · 
1989 · 
1990 · 
1991 ·
1992 · 
1993 · 
1994 · 
1995 · 
1996 · 
1997 · 
1998 · 
1999 · 
2000 · 
2001 · 
2002 · 
2003 · 
2004 · 
2005 · 
2006 · 
2007 · 
2008 · 
2009 · 
2010 · 
2011 · 
2012 · 
2013 ·
2014 ·
2015 ·
2016 ·
2017 ·
2018 ·
2019 ·
2020 ·
2021 ·
2022
Albanië ·
Algerije ·
Andorra ·
Angola ·
Argentinië ·
Armenië ·
Azerbeidzjan ·
België ·
Bolivia ·
Bosnië-Herzegovina ·
Brazilië ·
Bulgarije ·
Canada ·
Chili ·
China ·
Cyprus ·
DDR ·
Denemarken ·
Duitsland ·
Ecuador ·
Egypte ·
Engeland ·
Estland ·
Faeröer ·
Finland ·
Frankrijk ·
Gabon ·
Georgië ·
Ghana ·
Gibraltar ·
Griekenland ·
Hongarije ·
Ierland ·
IJsland ·
Iran ·
Israël ·
Italië ·
Ivoorkust ·
Joegoslavië ·
Kaapverdië ·
Kameroen ·
Kazachstan ·
Koeweit ·
Kroatië ·
Letland ·
Liechtenstein ·
Litouwen ·
Luxemburg ·
Malta ·
Marokko ·
Mexico ·
Moldavië ·
Mozambique ·
Nederland ·
Nieuw-Zeeland ·
Nigeria ·
Noord-Ierland ·
Noord-Korea ·
Noord-Macedonië ·
Noorwegen ·
Oekraïne ·
Oostenrijk ·
Panama ·
Paraguay ·
Polen ·
Qatar ·
Roemenië ·
Rusland ·
Saoedi-Arabië ·
Schotland ·
Servië ·
Slovenië ·
Slowakije ·
Sovjet-Unie ·
Spanje ·
Tsjechië ·
Tsjecho-Slowakije ·
Tunesië ·
Turkije ·
Uruguay ·
Verenigde Staten ·
Wales ·
Zuid-Afrika ·
Zuid-Korea ·
Zweden ·
Zwitserland
Angola (2006) ·
België (2021) ·
Brazilië (2010) · 
Denemarken (2012) ·
Duitsland (2006) ·
Duitsland (2008) ·
Duitsland (2012) ·
Duitsland (2014) ·
Duitsland (2021) ·
Engeland (2000) ·
Engeland (2006) ·
Frankrijk (2006) ·
Frankrijk (2016) ·
Frankrijk (2021)  ·
Ghana (2014) ·
Griekenland (2004, 2) · 
Hongarije (2021) · 
IJsland (2016) · 
Iran (2006) ·
Iran (2018) ·
Marokko (2018) ·
Marokko (2022) ·
Mexico (2006) ·
Nederland (2006) ·
Nederland (2012) ·
Oostenrijk (2016) · 
Spanje (2012) · 
Spanje (2018) ·
Tsjechië (2008) ·
Tsjechië (2012) · 
Turkije (2008) ·
Verenigde Staten (2014) ·
Uruguay (2018) ·
Zuid-Korea (2022) · 
Zwitserland (2008) · 
Zwitserland (2022)